# Acadèmia de Belles Arts de Vílnius
L'Acadèmia de Belles Arts de Vílnius (en lituà: Vilniaus dailės akademija, anteriorment Institut Estatal d'Art de Lituània) està situada a Vílnius, és l'escola d'art més important de Lituània.
La seva fundació data de l'any 1793 amb l'obertura de la Facultat d'Arquitectura a la Universitat de Vílnius. Fins al 1832 es van anar creant els departaments de Pintura i Dibuix (1797), Escultura i Història de l'Art (1803) i Gravat i Arts gràfiques (1805).
L'acadèmia es va crear com una entitat separada de la universitat el 1940. Durant l'ocupació alemanya de Lituània va romandre tancada, i es va tornar a obrir el 1944. El 1951 es va organitzar en els següents departaments: 
- Pintura (incloent frescs, mosaics, i el disseny teatral)
- Disseny gràfic
- Escultura
- Arquitectura
- Ceràmica i tèxtils.

L'acadèmia va començar a treballar amb la UNESCO l'any 2002. Té un paper important en la protecció dels monuments de Lituània.